# Butler, Alabama
Butler là một thị trấn thuộc quận Choctaw, tiểu bang Alabama, Hoa Kỳ. Dân số năm 2009 là 1689 người, mật độ đạt 117 người/km².